# Acrosiphonia spinescens
Espèce
Synonymes
Spongomorpha spinescens
Acrosiphonia spinescens est une espèce d'algues vertes d'allure filamenteuse, de la famille des Ulotrichaceae.

## Description morphologique
Le thalle de cette algue forme une touffe assez courte (10 cm au plus) de filaments d'un vert brillant. Les jeunes individus ont souvent l'aspect d'un pinceau soyeux, puis les filaments se ramifient de façon importante et portent de petits rameaux ressemblant à de minuscules aiguilles ou crochets.

## Reproduction etcycle de vie
Cette espèce est annuelle. Comme toutes les Acrosiphonia, Acrosiphonia spinescens alterne entre la forme gamétophyte, qui est l'algue filamenteuse, et la forme sporophyte, unicellulaire et microscopique. La forme gamétophyte, bisexuée, produit des gamètes à deux flagelles, alors que la forme sporophyte produit des zoospores à 4 flagelles. La forme sporophyte vit à l'intérieur de certaines algues rouges (Rhodophyceae) telles que Petrocelis cruenta ou Dilsea carnosa dans l'est de l'Atlantique nord ou Schizymenia pacifica au niveau de la côte ouest de l'Amérique du nord.

## Répartition et habitat
On trouve cette algue marine sur les côtes rocheuses, en zone battue ou semi-abritées, au niveau de l'étage infralittoral.
Au niveau de l'océan Atlantique, elle vit aussi bien sur les côtes nord-est (de l'Arctique à la France, plus précisément en Bretagne) que sur les côtes nord-ouest (de l'Arctique aux États-Unis, jusqu'à l'Oregon). On la trouve aussi au niveau de la Terre de Feu et dans l'océan Pacifique (sa présence a été signalée, au nord, en Corée et sur la côte ouest américaine : Alaska, État de Washington, et au sud au Chili).

## Systématique

### Taxonomie
Cette algue, sous sa forme gamétophyte, a aussi été désignée par le nom scientifique Cladophora spinescens par Kützing en 1849, puis Spongomorpha spinescens par le même en 1854, puis finalement Acrosiphonia spinescens par Kjellman en 1883. La forme sporophyte a initialement été appelée Codiolum petrocelidis P.Kuckuck.

### Étymologie
Le terme Acrosiphonia vient du grec, par juxtaposition de deux termes signifiant extrémité et tube.
Le terme spinescens, d'origine latine et signifiant épineux, est une référence aux courts rameaux portés par le thalle.

### Photos et vidéos
- Une photo du thalle et deux photos microscopiques montrant les rameaux courts en aiguille ou en crochet Biodiversité des algues marines et de la faune marine des côtes françaises: Manche et Atlantique, Acrosiphonia spinescens, sur marevita.org